# KLI 63 Building
KLI 63 Building é um dos arranha-céus mais altos do mundo, com 249 metros (817 ft). Edificado na cidade de Seul, Coreia do Sul, foi concluído em 1985 com 60 andares.